# 和邇部大田麻呂
和邇部 大田麻呂（わにべ の おおたまろ、延暦17年（798年） - 貞観7年10月26日（865年11月18日）は、平安時代前期の雅楽家。姓は無姓のち宿禰。官位は外従五位下・雅楽権大允。

## 経歴
右京出身。笛を吹く技術で朝廷に仕え伶官となった。始めは雅楽権少属・良枝清上に師事し笛を学んだ。清上は大田麻呂に見所があると感じて熱心に教授に努め、大田麻呂もよく笛の技術を受け継ぎそれを究めたという。
天長年間の初めに雅楽百済笛師に任ぜられると、唐横笛師・雅楽少属・雅楽大属を経て、斉衡3年（856年）雅楽権少允に任ぜられる。貞観3年（861年）正月に開かれた内宴で披露した笛の技術が抜きん出ているとして賞され、外従五位下に叙せられた。貞観5年（861年）には天足彦国押人命の後裔であり和珥氏の一族であると言上して、宿禰姓を与えられている。貞観6年（864年）雅楽権大允に至る。
貞観7年（865年）10月26日卒去。享年68。最終官位は雅楽権大允外従五位下。

## 官歴
『日本三代実録』による。
- 天長年間初頭：雅楽百済笛師
- 天長年間：唐笛師
- 時期不詳：雅楽少属。雅楽大属
- 斉衡3年（856年） 日付不詳：雅楽権少允
- 時期不詳：正六位上。雅楽少允
- 貞観3年（861年） 正月21日：外従五位下
- 貞観5年（861年） 8月8日：改姓（和邇部宿禰）
- 貞観6年（864年） 8月8日：雅楽権大允
- 貞観7年（865年）10月26日：卒去（雅楽権大允外従五位下）